# 哈默利

公司标志

哈默利（Hämmerli，1863年－2006年）是瑞士枪械制造商，枪械的目标主要是针对运动射击运动，特别是奥运会项目和国际射击运动联合会的射击项目用枪。
2006年，哈默利被卡尔·瓦尔特运动枪有限公司（Carl WALTHER GmbH Sportwaffen）接管。

## 手枪

### 标准 和 中心发火手枪
这些手枪使用在25米标准手枪，25米中心发火手枪和25米运动手枪比赛之中。
- 哈默利208，(停产)，.22 LR弹
- 哈默利280，(停产)，.22 LR弹 或者.32 S&W长弹
- 哈默利SP20，.22 LR弹或者.32 S&W长弹

### 自选手枪
- 哈默利120，(停产)，单发，.22LR枪弹，适用于50米运动手枪赛事中。
- 哈默利150/152，(停产)，单发，.22 LR枪弹，适用于50米运动手枪赛事中。
- 哈默利160/162，(停产)，单发，.22 LR枪弹，适用于50米运动手枪赛事中。
- 哈默利FP60，单发，.22 LR枪弹，适用于50米运动手枪赛事中。

### 气手枪
- 哈默利AP60，.177，预压式（PCP）气手枪，使用在10米气手枪比赛中。

## 步枪

### 300米运动步枪
- S 205， 使用在300米标准步枪比赛events and jointly developed with Sauer

### 气步枪
- 哈默利AR40，0.177口径 预压式（PCP）气步枪，使用在10米气步枪项目比赛中。